# Кубок России по дзюдо 2021
Кубок России по дзюдо 2021 года прошёл 20-21 декабря в Грозном (Чечня). В соревнованиях принял участие 361 (364) спортсмен (260 мужчин и 101 женщина) из 49 регионов страны. Чечню представляли 34 спортсмена, которые завоевали 3 золотые и 2 бронзовые медали.

## Медалисты

### Мужчины
| Категория                   | Золото                                                     | Серебро                               | Бронза                                                                                        |
| --------------------------- | ---------------------------------------------------------- | ------------------------------------- | --------------------------------------------------------------------------------------------- |
| Наилегчайший вес (до 60 кг) | Турпал-Али Межидов · Чечня                                 | Рамазан Цику · Адыгея                 | Харун Тлишев · Краснодарский край Дмитрий Котельников · Московская область                    |
| Полулёгкий вес (до 66 кг)   | Ислам Яшуев · Чечня                                        | Майндур Алискантов · Дагестан         | Ахмед Богатырёв · Челябинская область Ислам Циканов · Кемеровская область                     |
| Лёгкий вес (до 73 кг)       | Абу Мургустов · Ямало-Ненецкий автономный округ            | Сергей Ерошенко · Ставропольский край | Эрик Амиршадян · Краснодарский край Мулораджаб Халифаев · Свердловская область                |
| Полусредний вес (до 81 кг)  | Турпал Тепкаев · Чечня                                     | Айдамир Шевоцуков · Крым              | Заурбег Алиев · Краснодарский край Астемир Абазов · Кабардино-Балкария                        |
| Средний вес (до 90 кг)      | Роман Донцов · Тюменская область                           | Наджибула Давудов · Дагестан          | Муслим Итуев · Чечня Ихван Эдилсултанов · Чечня                                               |
| Полутяжёлый вес (до 100 кг) | Дмитрий Довгань · Ханты-Мансийский автономный округ — Югра | Игорь Долганов · Свердловская область | Азамат Плиев · Тюменская область Николай Коваленко · Ханты-Мансийский автономный округ — Югра |
| Тяжёлый вес (свыше 100 кг)  | Аслан Джиоев · Мордовия                                    | Антон Брачёв · Крым                   | Кирилл Брежнев · Московская область Александр Дзуцев · Северная Осетия                        |

### Женщины
| Категория                   | Золото                                        | Серебро                                  | Бронза                                                                                                |
| --------------------------- | --------------------------------------------- | ---------------------------------------- | --- |
| Наилегчайший вес (до 48 кг) | Сабина Гилязова · Челябинская область         | Марина Воробьёва · Рязанская область     | Глафира Борисова · Санкт-Петербург Ольга Борисова · Санкт-Петербург                                   |
| Полулёгкий вес (до 52 кг)   | Виктория Васильченко · Челябинская область    | Мария Мананникова · Оренбургская область | Анастасия Кутерина · Новосибирская область Данна Нагучева · Краснодарский край                        |
| Лёгкий вес (до 57 кг)       | Ирина Зуева · Челябинская область             | Яна Жилкина · Московская область         | Катерина Доценко · Московская область Мария Грызлова · Московская область                             |
| Полусредний вес (до 63 кг)  | Анастасия Коляденкова · Нижегородская область | Залина Зураева · Московская область      | Стефания Власова · Самарская область Александра Балабанова · Ханты-Мансийский автономный округ — Югра |
| Средний вес (до 70 кг)      | Дарья Храмойкина · Кемеровская область        | Татьяна Зольникова · Тюменская область   | Тамара Лищенко · Санкт-Петербург Дана Кириченко · Санкт-Петербург                                     |
| Полутяжёлый вес (до 78 кг)  | Марина Букреева · Красноярский край           | Ольга Лихота · Свердловская область      | Анастасия Плахова · Ленинградская область Милана Кабулова · Кабардино-Балкария                        |
| Тяжёлый вес (свыше 78 кг)   | Валерия Таратунина · Тюменская область        | Мария Иванова · Самарская область        | Анастасия Холодилина · Челябинская область Альфия Дашкина · Самарская область                         |